# General Electric CF6
General Electric CF6 – seria turbowentylatorowych dwuprzepływowych silników lotniczych  o dużym stosunku dwuprzepływowości firmy General Electric. Model wywodzi się z silnika General Electric TF39, pierwszego silnika o dużym stosunku dwuprzepływowości. General Electric zamierza zastąpić silniki CF6 nową serią silników GEnx.
Po sukcesie wojskowych silników z serii TF39, General Electric postanowiło zaoferować podobny produkt w wersji cywilnej jako CF6. Nowy projekt szybko przykuł uwagę producentów lotniczych. Pierwszy samolot z silnikami CF6 - McDonnell Douglas DC-10 rozpoczął regularne loty w 1971. Potem silniki CF6 montowano również na samolotach Airbus A300, A310, A330, Boeing 747, Boeing 767 oraz McDonnell Douglas MD-11.

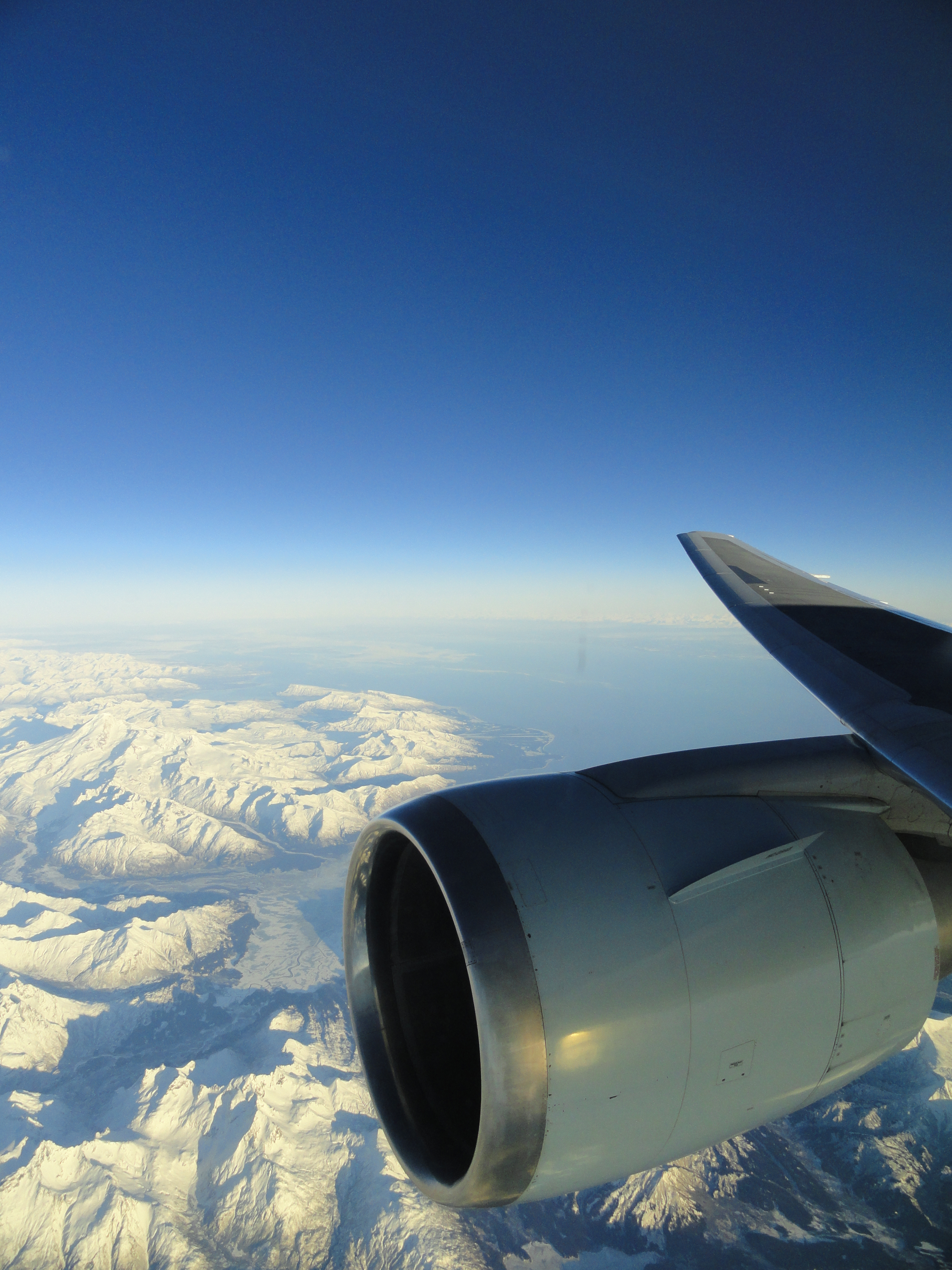
Silnik CF6-80C2 na samolocie Boeing 767-300ER Air Canada